# 桂有根
桂有根（16世紀—17世纪），字伯深，號徵室，河南汝寧府汝阳县人。明朝政治人物、進士出身。

## 生平
万历十年（1582年）壬午科河南鄉試舉人，十七年（1589年）己丑科進士，刑部觀政，六月授山東金乡县知县，愛重文士。巡抚都御史周永春微时为有根所赏拔，三年奏最，二十一年擢工科给事中，二十二年巡视太仓，二十三年升兵科右，丁憂歸。二十六年補原职，巡视京营，二十七年巡视皇城，本年升左，巡视太仓，巡青州，二十八年浙江主考，本年巡视太仓，二十九年管大工，督修乾清宫。值神宗张乐别苑，闻有根骤从，声顾左右曰：桂髯来也！次日以荒淫疏上，帝为改容。由六科左右给事中迁吏科都，三十年升太常寺少卿，三十三年转添注南太常寺少卿，养病。四十二年起復原职，四十八年迁左通政，天啓三年九月转太常寺卿，四年升工部右侍郎，本年致仕归，怡情山水十馀年，无复求进意。卒，年七十六，谕赐祭葬，崇祀乡贤。

## 家族
曾祖桂林，儒官。祖父桂蘭，贈泗州知州。父桂祥，兵部员外郎，进阶四品。母梁氏，封宜人。娶王氏，累封淑人。子高攀、首攀、繼攀（舉人）。